# عائلة ميكي (فلم)
عائلة ميكي فيلم مصري كوميدي درامي إنتاج عام 2010، بطولة لبلبة وأحمد فؤاد سليم، وإخراج أكرم فريد. وتاريخ عرضه يوافق عشية عيد الفطر لسنة 1431 هـ.

## القصة
تدور أحداث الفيلم حول أسرة مصرية مكونة من ثمانية أفراد، «الأب» (أحمد فؤاد سليم) و«الأم» (لبلبة) التي تعمل في هيئة حكومية ولها خمسة أبناء وكل منهم له مشكله مختلفة تماماً عن الآخر، وتعيش بين مشاكلهم وأزماتهم بالإضافة لإعالتها لوالدتها الكفيفة. بعد سلسلة من الأحداث تجد «الأم» الحل للقضاء على مشاكلها بالتقدم لإحدى المسابقات للحصول على لقب «الأسرة المثالية»، حتى تتمكن من مواجهة تلك المشاكل التي باتت تحيط بالاسرة الصغيرة.

## طاقم التمثيل
- لبلبة: (الأم مريم مسؤولة شؤون قانونية)
- أحمد فؤاد سليم: (الأب محمد نصر الدين لواء جيش)
- حسن حرب: (مصطفى ملازم شرطة)
- عمرو عابد: (ماجد معجزة طالب بكلية هندسة)
- إيريني فادي: (مياده طالبة بالثانوية العامة)
- سيف الدين طارق: (مازن طالب بأولي ثانوي)
- محمد طلعت: (مختار طالب بالابتدائي)
- رجاء حسين: (أم مريم)
- ياسمين رحمي: (دينا)
- تتيانا: (مذيعة)
- محمود مهدي عباس: (شريف)
- محمد الشرنوبي: (زميل مازن بالفصل)
- ضياء الميرغني: (سائق تاكسي)
- محمود غريب: (سائق ميكروباص)
- فريد النقراشى [3]

## روابط خارجية
- مقالات تستعمل روابط فنية بلا صلة مع ويكي بيانات